# رولند (آیووا)
رولند (به انگلیسی: Roland) شهری در ایالت آیووا کشور ایالات متحده آمریکا است که جمعیت آن در سرشماری سال ۲۰۱۰ میلادی، ۱٬۲۸۴ نفر بوده‌است.